# El Torito

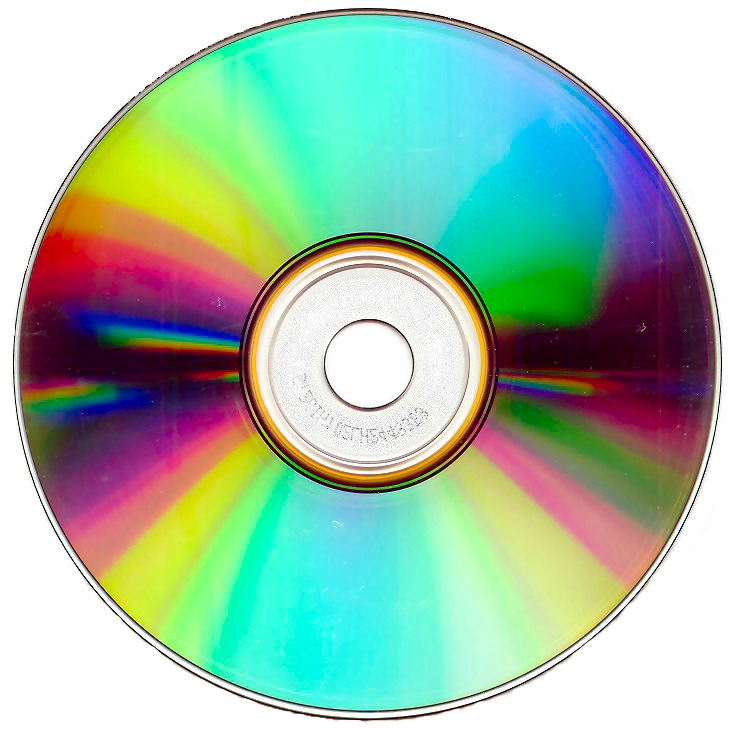
Un CD-ROM enregistrable.

El Torito (de son nom anglais complet El Torito Bootable CD Specification) est une extension à la norme ISO 9660 sur les CD-ROM décrivant comment un ordinateur peut démarrer - ou "booter" - à partir d'un CD-ROM.
Sa première version est sortie en janvier 1995 comme proposition conjointe entre IBM et le fabricant de BIOS Phoenix Technologies.

## Fonctionnement
Selon la norme El Torito, le BIOS d'un PC récent peut rechercher un programme de boot sur un CD compatible ISO 9660. Si c'est le cas, le BIOS va alors assigner un numéro de périphérique au lecteur de CD. Ce numéro sera soit 80 (émulation du disque dur), 00 (émulation du lecteur de disquettes) ou un numéro au hasard si aucune émulation n'est nécessaire.
Les émulations sont principalement utilisées pour permettre à d'anciennes versions d'OS de démarrer à partir d'un CD en leur faisant croire qu'ils démarrent à partir d'un disque dur ou d'un lecteur de disquette.